# Annette Bogstra
Annette Bogstra (21 de enero de 1972) es una deportista neerlandesa que compitió en remo. Ganó una medalla de bronce en el Campeonato Mundial de Remo de 1995, en la prueba de scull individual ligero.

## Palmarés internacional
| Campeonato Mundial | Campeonato Mundial  | Campeonato Mundial | Campeonato Mundial      |
| Año                | Lugar               | Medalla            | Prueba                  |
| ------------------ | ------------------- | ------------------ | ----------------------- |
| 1995               | Tampere (Finlandia) | Medalla de bronce  | Scull individual ligero |